# Paradistichocera kyrbyi
Paradistichocera kyrbyi là một loài bọ cánh cứng trong họ Cerambycidae.